# Jaroslav Holoubek
Jaroslav Holoubek (24. února 1946 Nová Ves u Chotěboře – 6. listopadu 2016 Praha) byl český básník, prozaik, novinář, překladatel a pedagog, nositel Evropské medaile Franze Kafky za literaturu.

## Život
Jaroslav Holoubek se narodil v rolnické rodině v Nové Vsi u Chotěboře na Českomoravské Vysočině. Po maturitě na Střední všeobecné vzdělávací škole v Chotěboři v roce 1963 pracoval následující rok v jihlavském okresním archivu. Potom odešel studovat do Prahy na Filozofickou fakultu Karlovy univerzity obor archivnictví. Zde však studium nedokončil a přešel na fakultu sociálních věd a publicistiky, které úspěšně absolvoval.
Od ukončení studií v roce 1974 pracoval jako novinář v Mladé frontě. V roce 1981 získal titul doktora filozofie. Z Mladé fronty přešel v roce 1987 do redakce časopisu Kmen (Tvorba), později krátce působil i v jeho nástupci – Tvaru. V roce 1991 se stal šéfredaktorem filmového časopisu Premiéra. V následujících letech pracoval nejprve jako redaktor a potom jako šéfredaktor deníku Blesk. Dva roky pracoval také jako šéfredaktor Nedělního Blesku. Po roce 1996 působil v redakci deníku Večerní Praha a týdeníku Story. Mezi lety 2002 a 2012 pracoval jako manažer agentury Art Press Image, šéfredaktor časopisu Elixír, zástupce šéfredaktora týdeníku Pestrý svět, šéfredaktor odborných časopisů Hotel Revue a Gastro Magazín, a spolupracoval také s redakcí časopisu Asociace hotelů a restaurací ČR. Od roku 2006 působil také na Vysoké škole hotelové v Praze jako pedagog.
Byl až do smrti členem asociace novinářů a publicistů píšících o cestovním ruchu Czech Travel Press. Je po něm pojmenovaná novinářská Cena Jaroslava Holoubka udělovaná každoročně za originalitu.
Byl dvakrát ženatý. V prvním manželství se mu narodili dva synové, ve druhém pak syn a dcera.
6. listopadu 2016 ve věku 70 let podlehl Jaroslav Holoubek v pražské nemocnici následkům poranění hlavy, které utrpěl po pádu.

## Dílo
Básně a povídky Jaroslava Holoubka poprvé vyšly v první polovině 60. let v havlíčkobrodském časopise „Cesta Vysočiny“ a v brněnském měsíčníku „Host do domu“. Další pak publikoval v Praze jako člen literární skupiny v časopise Divoké víno. Později přispíval i do novin a časopisů: Práce, Svět práce, Květy, Čs. voják, Literární noviny, Literární měsíčník a další. Po roce 1989 publikoval z titulu svého povolání v mnoha novinách a časopisech mimo jiné přispíval i do Hospodářských novin či Práva nebo do časopisů E15, Květy, Reflex, Playboy, MF Plus, Tvar, Salon Práva, ČSA Review a dalších. Spolupracoval také s Českým rozhlasem a Českou televizí. Některé příspěvky psal i pod pseudonymy.
Kromě své básnické tvorby, vydal řadu cestopisných reportáží a je také autorem mnoha povídek a fejetonů, rozhovorů s našimi i zahraničními herci, spisovateli, zpěváky i politiky. Napsal rovněž několik písňových textů.
Podstatnou část jeho díla tvoří básně, které byly vydány ve více než 10 sbírkách a byly přeloženy do mnoha jazyků. Vyšly např. v Německu, Polsku, Rusku, na Ukrajině, v Bulharsku, Itálii, Chorvatsku, Velké Británii i USA. Jeho verše byly také publikovány v několika sbornících poezie. Věnoval se rovněž překladům literatury do češtiny. Překládal z francouzštiny, ruštiny a polštiny. Jaroslav Holoubek obdržel několik literárních tuzemských i mezinárodních cen.
….. Holoubkova poezie je už od počátku jeho básnické dráhy provokující, v ironických nadsázkách odhaluje poklidná zákoutí stojatých vod a burcuje proti lidské lhostejnosti a nedostatku lásky. Integrujícím tématem jeho poetiky je láska, milostná závrať život co nejintenzívnější............ (z knihy Čelní náraz)

…...Síla Holoubkova – jako i jiných básníků jeho typu – je nepochybně v zážitkové plnosti a konkrétnosti. Básník je působivý , nejpůsobivější tam, kde jeho verše žijí lidmi, ne tezemi, a lidskou touhou po srozumění. .......... (Milan Blahynka v knize Včelí král).